# Proximus Diamond Games 2005
Il Proximus Diamond Games 2005 è stato un torneo di tennis giocato sul cemento. È stata la 4ª edizione del Proximus Diamond Games, che fa parte della categoria Tier II nell'ambito del WTA Tour 2005. Si è giocato al Sportpaleis di Anversa in Belgio dal 14 al 20 febbraio 2005.

## Campionesse

### Singolare
Amélie Mauresmo ha battuto in finale  Venus Williams con il punteggio di 4–6, 7–5, 6–4

### Doppio
Cara Black /  Els Callens hanno battuto in finale  Anabel Medina Garrigues /  Dinara Safina con il punteggio di 3–6, 6–4, 6–4